# Kettering Town FC
Kettering Town FC (celým názvem: Kettering Town Football Club) je anglický fotbalový klub, který sídlí ve městě Kettering v nemetropolitním hrabství Northamptonshire. Založen byl v roce 1872 pod názvem Kettering FC. Od sezóny 2018/19 hraje v Southern Football League Premier Division Central (7. nejvyšší soutěž). Klubové barvy jsou červená a černá.
Své domácí zápasy odehrává ve vesnici Burton Latimer na stadionu Latimer Park s kapacitou 2 400 diváků. Původní domovský stadion Rockingham Road ve městě Kettering byl totiž v roce 2011 uzavřen pro svůj havarijní stav.

## Historické názvy
Zdroj: 
- 1872 – Kettering FC (Kettering Football Club)
- 1924 – Kettering Town FC (Kettering Town Football Club)

## Úspěchy v domácích pohárech
Zdroj: 
- FA Cup
  - 4. kolo: 1988/89, 2008/09
- FA Trophy
  - Finále: 1978/79, 1999/00

## Umístění v jednotlivých sezonách
Stručný přehled
Zdroj: 
- 1892–1900: Midland Football League
- 1900–1904: Southern Football League (Division One)
- 1909–1910: Southern Football League (Division Two B)
- 1910–1912: Southern Football League (Division Two)
- 1923–1930: Southern Football League (Eastern Section)
- 1930–1931: Birmingham & District League
- 1931–1946: United Counties League
- 1946–1950: Birmingham & District League
- 1950–1958: Southern Football League
- 1958–1959: Southern Football League (North-Western Section)
- 1959–1960: Southern Football League (Premier Division)
- 1960–1961: Southern Football League (Division One)
- 1961–1964: Southern Football League (Premier Division)
- 1964–1968: Southern Football League (Division One)
- 1968–1971: Southern Football League (Premier Division)
- 1971–1972: Southern Football League (Division One North)
- 1972–1979: Southern Football League (Premier Division)
- 1979–1986: Alliance Premier League
- 1986–2001: Conference National
- 2001–2002: Southern Football League (Premier Division)
- 2002–2003: Conference National
- 2002–2003: Isthmian League (Premier Division)
- 2004–2008: Conference North
- 2008–2012: Conference Premier
- 2012–2013: Southern Football League (Premier Division)
- 2013–2015: Southern Football League (Division One Central)
- 2015–2018: Southern Football League (Premier Division)
- 2018– : Southern Football League (Premier Division Central)

Jednotlivé ročníky
Zdroj: 
Legenda: Z - zápasy, V - výhry, R - remízy, P - porážky, VG - vstřelené góly, OG - obdržené góly, +/- - rozdíl skóre, B - body, červené podbarvení - sestup, zelené podbarvení - postup, fialové podbarvení - reorganizace, změna skupiny či soutěže
| Sezóny  | Liga                                                | Úroveň | Z  | V  | R  | P  | VG  | OG  | +/- | B  | Pozice |
| ------- | --------------------------------------------------- | ------ | -- | -- | -- | -- | --- | --- | --- | -- | ------ |
| 2009/10 | Conference Premier                                  | 5      | 44 | 18 | 12 | 14 | 51  | 41  | -10 | 66 | 6.     |
| 2010/11 | Conference Premier                                  | 5      | 46 | 15 | 13 | 18 | 64  | 75  | -11 | 56 | 15.    |
| 2011/12 | Conference Premier                                  | 5      | 46 | 8  | 9  | 29 | 40  | 100 | -60 | 30 | 24.    |
| 2012/13 | Southern Football League (Premier Division)         | 7      | 42 | 8  | 8  | 26 | 47  | 102 | -55 | 22 | 22.    |
| 2013/14 | Southern Football League (Division One Central)     | 8      | 42 | 27 | 7  | 8  | 86  | 41  | +45 | 88 | 3.     |
| 2014/15 | Southern Football League (Division One Central)     | 8      | 42 | 30 | 5  | 7  | 90  | 36  | +54 | 95 | 1.     |
| 2015/16 | Southern Football League (Premier Division)         | 7      | 46 | 24 | 8  | 14 | 83  | 53  | +30 | 80 | 6.     |
| 2016/17 | Southern Football League (Premier Division)         | 7      | 46 | 21 | 10 | 15 | 84  | 66  | +18 | 73 | 9.     |
| 2017/18 | Southern Football League (Premier Division)         | 7      | 46 | 30 | 7  | 9  | 122 | 56  | +66 | 97 | 4.     |
| 2018/19 | Southern Football League (Premier Division Central) | 7      | 42 |    |    |    |     |     |     |    |        |

Poznámky:
- 2011/12: Klub byl vyloučen z Football Conference kvůli špatnému financování (dluhy ve výši 1,2 milionu liber).
- 2012/13: Klubu bylo odečteno deset bodů kvůli špatnému financování.